# Sjoerd Vollebregt
Sjoerd Steven (Sjoerd) Vollebregt (Leiden, 10 december 1954) is een Nederlandse zeiler. Hij nam tweemaal deel aan de Olympische Spelen, maar won hierbij geen medailles.
In 1976 maakte hij zijn olympisch debuut op de Olympische Spelen van Montréal. Met zijn tweelingbroer Erik Vollebregt behaalde hij een veertiende plaats. Vier jaar later op de Olympische Spelen van 1980 in Moskou wisten ze dit te verbeteren naar een zevende plaats.
Vollebregt werd na zijn sportloopbaan voorzitter van de raad van bestuur van Stork.